# Feng Zicai
Pour les articles homonymes, voir Feng.
Ne doit pas être confondu avec Feng Zikai.

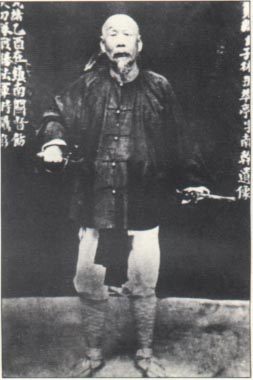
Feng Zicai

Feng Zicai (Chinois traditionnel : 馮子才, Chinois simplifié : 冯子才, Pinyin: Féng Zǐcaī, Wade-Giles:Feng Tzu-ts'ai) (1818-1903) est un général de l'armée impériale de la dynastie Qing qui s'illustra au cours de la révolte des Taiping et lors de la guerre franco-chinoise.

## La rébellion Taiping
La famille de Feng était originaire de Bobai, préfecture de Qinzhou, au sud-ouest de la province du Guangxi, Chine. Devenu orphelin très jeune, il y fit ses débuts comme bandit local. Il s'enrôla ensuite dans l'armée impériale et gravit les échelons au cours des campagnes de Jiangnan contre les Taiping. En 1856, au cours de cette rébellion, Feng était lieutenant colonel, à la tête d'un régiment stationné au nord du Jiangsu. Alors que les forces rebelles progressaient vers le nord en traversant la rivière Yangtze, ils leur infligea plusieurs défaites.
En avril 1860, il ne put empêcher la mort du général Zhang Guoliang (en), son ami de longue date et son supérieur dans l'Armée de l'Étendard Vert. Feng fut promu lieutenant général en 1864.

## Maintien de l'ordre mandchou au Guangxi
À l'automne 1867, il établit sa base de commandement à Nanning, capitale de sa province d'origine, où il s'employa à combattre les bandits, les rebelles, les Hmong et les nombreux autres groupes qui menaçaient alors l'empire Qing en Chine du sud et au Tonkin.

## Laguerre franco-chinoise
Quand la guerre franco-chinoise fut déclarée en août 1884, il fut mis à la tête d'une unité en Chine du sud. Celle-ci était composée essentiellement de Zhuang, principalement des paysans des environs, et de quelques membres des troupes impériales qui avaient combattu antérieurement sous les ordres de Feng.
En février 1885, ses troupes étaient placées à quelques kilomètres à l'est de Dong Dang pour bloquer une passe secondaire. Quand la 2e Brigade du général François Oscar de Négrier attaqua et prit la ville et la vallée jusqu'à la frontière chinoise (Porte de Chine) le 23 février, les troupes de Feng restèrent sur leurs positions, ce qui contribua en grande partie à la défaite de l'armée du Guangxi.
Ses troupes furent engagées à la bataille de Bang Bo (passe de Zhennanguan) dans la province du Guangxi lors d'une incursion française en Chine à partir du Tonkin en mars 1885. Feng prit position dans le camp retranché de Yen Cua Ai, occupé par ses 10 bataillons et les forces légèrement inférieures du général Wang Xiaochi (王孝祺).
Il fit construire un parapet de 1,5 km sur environ 3,50 m de hauteur pour barrer la passe à Guanqianai et mit en place cinq batteries d'artillerie le long des berges surplombant la passe.
Dans la nuit du 21 au 22 mars, ses forces attaquèrent les avant-postes français à Dong Dang, environ 13 km au nord de Lang Son, mais furent repoussées par le 2e bataillon de la Légion étrangère du chef de bataillon Diguet, sous les ordres du lieutenant-colonel Paul Gustave Herbiger.
Le 23 mars 1885 à l'aube, les troupes françaises du général Oscar de Négrier attaquèrent énergiquement avec environ 1.600 hommes, capturèrent plusieurs batteries et firent reculer les défenseurs chinois. Les hommes de Feng contre-attaquèrent avec l'aide des troupes du général Wang Debang (王德榜) qui occupait avec 3.500 hommes le village de Cua Ai à 15 km à l'est, et reprirent deux des batteries.
Le 24 mars, les Français renouvelèrent leur attaque. Quand ils parvinrent au mur de Guanqianai, les troupes de Feng Zicai contre-attaquèrent dans un corps-à-corps sanglant, et furent repoussés, alors que les troupes de Herbinger, qui devraient attaquer les chinois de flanc se perdaient dans le brouillard. Feng avait proclamé à ses troupes « Plutôt mourir que de voir l'armée française envahir le sol chinois ! ». Au dire du capitaine Verdier, « pendant tout le combat de 24 mars, les Chinois montrèrent un acharnement dont ils ne nous avaient pas donné d’exemple jusqu’alors ».
Le combat se poursuivit jusqu'au lendemain. Au 25 mars, les Chinois étaient redevenus maîtres de la passe de Zhnenanguan. Une centaine d'hommes avaient été tués du côté français parmi les 1 600 engagés dans la bataille, et les troupes victorieuses de Feng (32 000 hommes) avaient perdu entre 2 000 à 3 000 tués et blessés.
À la suite de ce succès, Feng continua sa pression sur les troupes françaises en repli et attaqua le 28 mars les positions françaises près de Ky Lua, à moins de 3 km au nord de Lang Son, du côté tonkinois de la frontière. L'attaque fut repoussée par les hommes de Herbinger, sous les ordres d'Oscar de Négrier. L'affaire avait été horriblement sanglante ; si les Français avaient eu 7 morts et 38 blessés, les Chinois avaient subi environ 1 200 morts et 6 000 blessés, et l'armée de Feng fit retraite vers Dong Dang.
Si Feng avait été impressionné par la puissance de feu des Français, le Lieutenant-Colonel Herbinger, probablement affecté par l'horrible boucherie et convaincu que les troupes de Feng - loin de se replier - allaient le contourner et l'encercler, ordonna lui aussi la retraite. Celle-ci, restée célèbre comme le " désastre de Lang Son", déclencha « l'affaire du Tonkin », la chute de Jules Ferry, la signature d'un protocole de paix entre la France et la Chine le 4 avril 1885 et, enfin, « l'affaire Herbinger ».

## La postérité
Feng Zicai est resté un héros du nationalisme chinois, et ses exploits ont été enjolivés d'éléments mythiques que les historiens tentent de démêler. Il est enterré à la fin d'un chemin bordé de statues au sommet d'une petite butte proche du village de Niqiao, à 13 km de Qinzhou.
En 2017, le film chinois The War of Loong met en scène la lutte du général Feng Zicai contre les troupes françaises à la frontière de la province de Guangxi.